# Pocket Trains
Pocket Trains je obchodní simulační videohra vyvinutá společností NimbleBit pro iOS a Android. Byla vydána v App Store dne 15. září 2013 pro iOS.

## Hratelnost
Podobně jako u Pocket Planes se hra zaměřuje na provozování dopravní sítě. Hráč začíná malými parními vlaky s omezenou spotřebou paliva a rychlostí, které mohou nést malé množství nákladu nebo osobních automobilů. Hráč, který vydělává mince z poskytování pracovních míst, pomalu rozšiřuje svou železniční síť tak, aby zahrnovala více měst a lepší vlaky.  Stejně jako Pocket Planes, i Pocket Trains využívá skutečná města po celém světě.
„Mise“ jsou jednotlivé úkoly. Ceny jsou stanoveny na základě vzdálenosti od výchozí stanice k cíli. Ačkoli může být více úkolů směrováno do stejného cíle, mohou být různé typy úloh výhodnější než jiné. Pracovní místa lze zastávat na stanicích za účelem přestupu mezi vlaky nebo pro pozdější přepravu.
Některé úlohy zahrnují dodání „beden“, které se při dodání umístí do inventáře hráče. Přepravky lze otevírat pomocí druhé měny „Bux“ a obsahovat součásti pro vlaky, které lze postavit, jakmile budou splněny všechny potřebné komponenty. 
Existují také speciální úlohy, které hráči vydělávají sekundární herní měnu zvanou „Bux“.  Tuto měnu lze použít k nákupu mincí, umožnění více pracovních míst na stanicích, zrychlení vlaků a otevření beden. Bux lze také zakoupit za peníze.

## Recepce
Pocket Trains byl kritiky dobře přijat. Metacritic to popsal jako „zábavnou jízdu“, což mu dalo celkové skóre 76/100. Toucharcade to hodnotil 4,5 z 5 hvězdiček, a když to porovnal s Pocket Planes, řekl to „ještě další zábavný titul“.  Gamezebo ji také ohodnotil 4,5 / 5 a uvedl, že jde o „okouzlující, vysoce návykovou“ hru.  Pocket Gamer jej ohodnotil 7/10, označil jej za „působivě jednoduchého plýtvání časem“, ale poznamenal, že „je trochu podobný svému vzdušnému předchůdci“, s odkazem na Pocket Planes.  Edge Online jej však ohodnotil 5/10 a stěžoval si, že „expanze je bolestně pomalá“. 